# Chechakhata
Chechakhata è una suddivisione dell'India, classificata come census town, di 6.847 abitanti, situata nel distretto di Jalpaiguri, nello stato federato del Bengala Occidentale. In base al numero di abitanti la città rientra nella classe V (da 5.000 a 9.999 persone).

## Geografia fisica
La città è situata a 26° 32' 24 N e 89° 32' 43 E.

## Società

### Evoluzione demografica
Al censimento del 2001 la popolazione di Chechakhata assommava a 6.847 persone, delle quali 3.720 maschi e 3.127 femmine. I bambini di età inferiore o uguale ai sei anni assommavano a 575, dei quali 293 maschi e 282 femmine. Infine, coloro che erano in grado di saper almeno leggere e scrivere erano 5.729, dei quali 3.268 maschi e 2.461 femmine.